# The Sentinel (2006)
The Sentinel is een Amerikaanse thriller uit 2006. De film gaat over een mogelijke aanslag op de president van de Verenigde Staten. Er wordt onderzocht of er iemand uit de Secret Service meehelpt om de president om te brengen. Het verhaal is gebaseerd op het boek met dezelfde naam geschreven door Gerald Petievich. De film is opgenomen in Toronto, Canada.

## Rolverdeling
| - Michael Douglas - Pete Garrison - Kiefer Sutherland - David Breckinridge - Eva Longoria Parker - Jill Marin - Martin Donovan - William Montrose - Ritchie Coster - The Handler - Kim Basinger - 1st Lady Sarah Ballentine - David Rasche - President Ballentine - Kristin Lehman - Cindy Breckinridge - Raynor Scheine - Walter Xavier - Chuck Shamata - Director Overbrook - Paul Calderon - Deputy Director Cortes - Clark Johnson - Charlie Merriweather | - Raoul Bhaneja - Aziz Hassad - Yanna McIntosh - Teddy Vargas - Joshua Peace - Agent Davies - Simon Reynolds - Tom DiPaola - Geza Kovacs - Agent Turzanski - Jasmin Geljo - Assassin - Danny A. Gonzales - Hugo Ortega - Jude Coffey - Agent Welke - Gloria Reuben - Mrs. Merriweather - Roman Podhora - Chaminski - Conrad Coates - Agent Hauser |